# Fenykl obecný
Fenykl obecný (Foeniculum vulgare) je léčivá víceletá rostlina pěstovaná jako dvouletá. Roste planě ve Středomoří, kde se užívají listy i plody, dále se s ní setkáme kolem Černého moře, v asijských zemích. V Česku se vyskytuje na jižní Moravě.

## Vzhled
Je podobný kopru, plodem je dvounažka s protáhlými nažkami až 1 cm dlouhými, jsou ale i drobnoplodé formy. Mají mít zelenavou až světlehnědou barvu. Plody fenyklu jsou zdraví prospěšným kořením. Mají charakteristickou vůni, lehce štiplavou, nasládlou chuť. Pro někoho i trpká nebo hořká chuť.

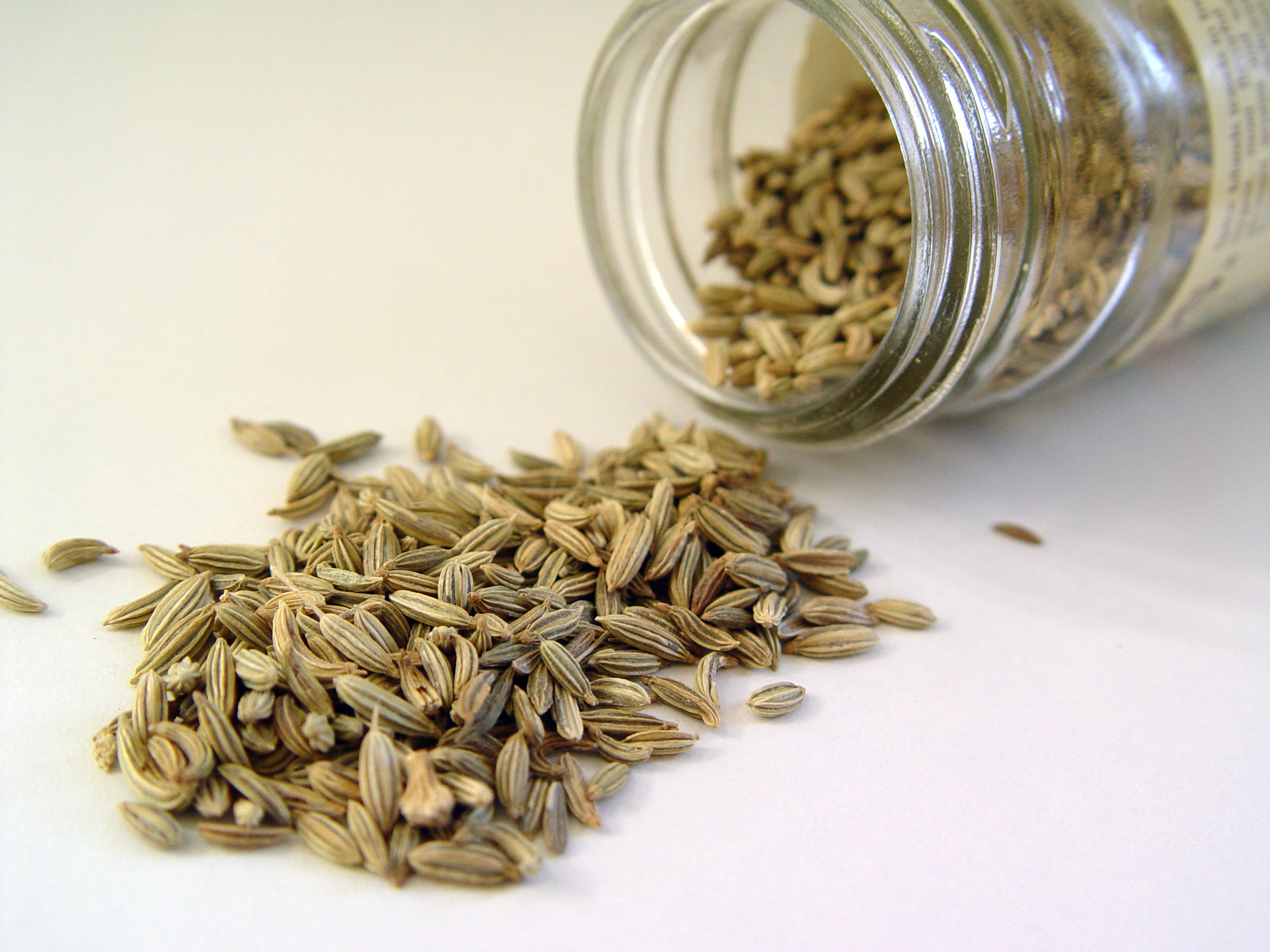
Semena fenyklu

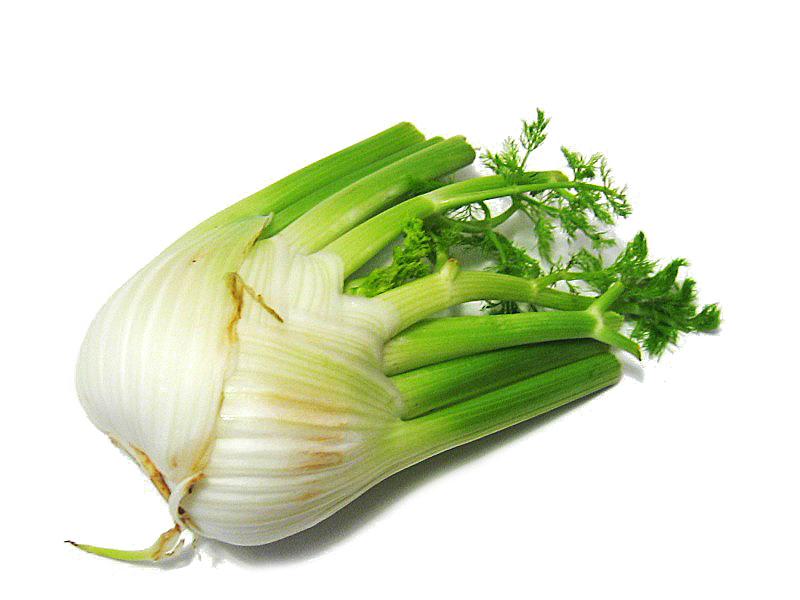
Fenykl

## Zdravotní účinky
Má protikřečové účinky na střeva, proti nadýmání (plody jsou důležitou složkou větropudného čaje pro malé děti). Podporuje tvorbu mléka u matek. Má i močopudný vliv a ulehčuje odkašlávání. Byl doporučován i proti červům v uších.

## Použití v kuchyni
Fenykl je velmi oblíbené koření hlavně ve francouzské a italské kuchyni. Má sladkou chuť podobající se anýzu. Proto se využívá k dokořenění chleba, cukrovinek a sladkého pečiva. Dále se využívá hodně k dochucení rybích polévek, tvarohových a sýrových jídel, omáček, bylinkového másla, salátů. Můžeme jej upotřebit při konzervaci zeleniny (červená řepa nebo okurky), u přípravy dušeného masa nebo při výrobě likérů. Jemně osekané čerstvé lístky mohou svou chutí nahradit mátu v jogurtových zálivkách.